# Esbjergi repülőtér
A Esbjergi repülőtér (IATA: EBJ, ICAO: EKEB) Dánia egyik nemzetközi repülőtere, amely Esbjerg közelében található. Éves utasforgalma 78 460 fő (2022).

## Futópályák
A repülőtér futópályái:
- 08/26 (2599 m, 45 m, aszfalt)

## Forgalom
Az utasforgalom az elmúlt években az alábbi módon változott:
| Utasok száma | 165 798 | 177 397 | 199 637 | 93 847 | 88 883 | 106 280 | 131 138 | 76 715 | 46 210 | 78 460 |
|              | 2002    | 2004    | 2006    | 2009   | 2011   | 2013    | 2015    | 2018   | 2020   | 2022   |